# Засенко Наталія Федорівна
Ната́лія Фе́дорівна Засе́нко (16 серпня 1928, с. Бубнова, Золотоношського району Черкаського області — 2004, Україна) — українська вчена-сурдопедагог, кандидат педагогічних наук (1964), професор, авторка підручників української мови для шкіл глухих, відмінник народної освіти. Мати Засенка В'ячеслава Васильовича.

## Біографічні дані
Народилася 16 серпня 1928 року в селі Бубнова, Золотоношського району Черкаського області. 
Навчалась у школі в сусідньому селі, закінчила її в шістнадцять років з «Золотою медаллю». Потім поступила до Київським педагогічний інститут імені О. М. Горького на дефектологічний факультет, перший випуск якого відбувся в 1949 році. Факультет працював у третю зміну, у першій половині дня студенти відбудовували Хрещатик.  
Після закінчення навчання отримала диплом з відзнакою, залишилася працювати на кафедрі асистентом. Водночас працювала два дні щотижня в спеціальній школі для дітей з порушенням слуху. 
Засенко Н. Ф. була однією з перших організаторів сурдопедагогічної науки на факультеті КГПІ імені О. М. Горького. Майже 20 років очолювала кафедру сурдопедагогіки та логопедії.
У 1964 році захистила кандидатську дисертацію «Активізація навчального процесу на предметних уроках в школі глухих».
Померла у 2004 році.

### Особистість
Про Наталію Федорівну Засенко згадують як про «достойного вчителя, мудрого дослідника та турботливу матір і дружину». Ярмаченко Микола Дмитрович, який був знайомий з нею ще із студентських років, відзначав: «Що б вона не робила — читала лекції, виступала з результатами власних досліджень, брала участь в обговорені відвіданих занять колег, проводила бесіди в колі студентів — завжди відчувалася грунтовність підготовки, впевненість, знання справи, повага до співрозмовників. Вона була красивою в усьому: і зовні, і у вчинках, завжди врівноважена, стримана. За це її поважали усі — і ті, хто працював поруч, і ті, кого вона вчила».

## Наукова робота
Засенко була одним з організаторів відновлення дефектологічного факультету та створення фахових кафедр. Упродовж тривалого часу була членом науково-методичної комісії з дефектології Мінвуз СРСР, членом науково-методичної комісії зі спеціальної педагогіки МОН України.
За період з 1950 по 2004 рік під керівництвом Наталії Федорівни захищено понад 20 дисертацій аспірантами та пошукачами, а також більше 100 дипломних робіт.
Авторка та співавторка понад 400 наукових робіт, серед яких: 
- Процес навчання в школі. Сурдопедагогіка / за ред.. М.Нікітіної. — М.: Просвещение,1989;
- Основи сурдопедагогіки. — КДПІ імені О.М.Горького. — К., 1991;
- Українська мова. Підручник для 5-го класу школи глухих. — К.: Радянська школа, 1973;
- Українська мова. Підручник для 6-го класу школа глухих. — К.: Радянська школа, 1977;
- Українська мова. Підручник для 4-го класу школи глухих. — К.: Богдана, 2003.

Авторка сценаріїв діафільмів: 
- Система спеціальних навчальновиховних закладів;
- Класифікація дітей з вадами слуху;
- Методи навчально-виховної роботи в школах глухих;
- Профорієнтаційна робота в школі глухих і багато інших доробок.[1]

За дослідженнями Засенко Н. Ф. станом на 1 вересня 1976 року в УРСР налічувалося 33 школи глухих, тому практично всі глухі діти шкільного віку були охоплені спеціальним навчанням.

## Нагороди
- Медаль «За доблесну працю у Великій Вітчизняній війні 1941—1945 рр.»;
- Медаль «За трудову доблесть»;
- Нагрудний знак «Відмінник народної освіти»[1].